# Нанъёнская обсерватория
Нанъёнская обсерватория — частная любительская астрономическая обсерватория, основанная в 1995 году в Нанъё, Ямагата, Япония.

## Руководители обсерватории
- Томимару Окуни

## Направления исследований
- Астероиды

## Основные достижения
- Открыто 127 астероидов с 1995 по 2000 года, которые на данный момент получили постоянные обозначения[1]
- 1869 астрометрических измерений опубликовано с 1995 по 2000 года [2]